# Herman Bosscha
Herman Bosscha, född 1755, död 1819, var en nederländsk filolog och skald. Han var far till statsmannen Johannes Bosscha.
Bosscha var professor vid Athenaeum Illustre i Amsterdam. Han var en framstående latinsk skald. Hans dikter utkom under titlarna Musa daventriaca (1786) och Poëmata (1820). Dessutom utgav han Bibliotheca classica, en handbok i mytologi och fornkunskap (1794).